# Fernando Lasama de Araújo
Fernando Lasama de Araújo (Manutaci, 26 de febrero de 1963-Dili, 2 de junio de 2015), fue presidente del parlamento de Timor Oriental desde el 30 de julio de 2007, y presidente interino del país del 13 de febrero de 2008 al 17 de abril de 2008, debido al atentado sufrido por el presidente José Ramos Horta.
Nacido en Manutasi, Ainaro, a los 12 años, fue testigo del asesinato de 18 familiares por el ejército indonesio, lo que determinó su fervoroso deseo de soberanía timorense, y su compromiso y participación en las organizaciones juveniles de la resistencia. Estudió literatura en Bali, Indonesia, y posteriormente ocupó el cargo de secretario general (máximo cargo) de la RENETIL (Resistencia nacional de los estudiantes de Timor del Este).

## Tiempo en prisión
Fue descubierto por la ocupación indonesia en el ejercicio de este cargo, y fue sentenciado a 6 años y 4 meses en la prisión de Cipinang, Yakarta, la misma en la cual cumplía su condena Xanana Gusmão. Sobre esta época de cautiverio afirmó:

"Fue en los años de Cinipiang en los que aprendí con Xanana y otros prisionero políticos. Mi formación política viene de Cinipiang."
Palabras dichas en su campaña presidencial de 2007

En prisión, conoció a la que sería su esposa, Jacqueline Siapno Aquino, autora en 2006 de textos publicados en Australia críticos al FRETILIN. Luego de cumplir su condena, fue liberado en 1998.